# Residència diplomàtica
La residència de l'ambaixador o residència diplomàtica forma part de l'ambaixada. En sentit ampli, l'ambaixada integra tant els locals de la missió diplomàtica, coneguts com a cancelleria, com la residència de l'ambaixador, i el personal diplomàtic acreditat. Segons l'article 30 de la Convenció de Viena sobre relacions diplomàtiques té la mateixa inviolabilitat i protecció que els locals de la missió diplomàtica.